# Калинкинская больница

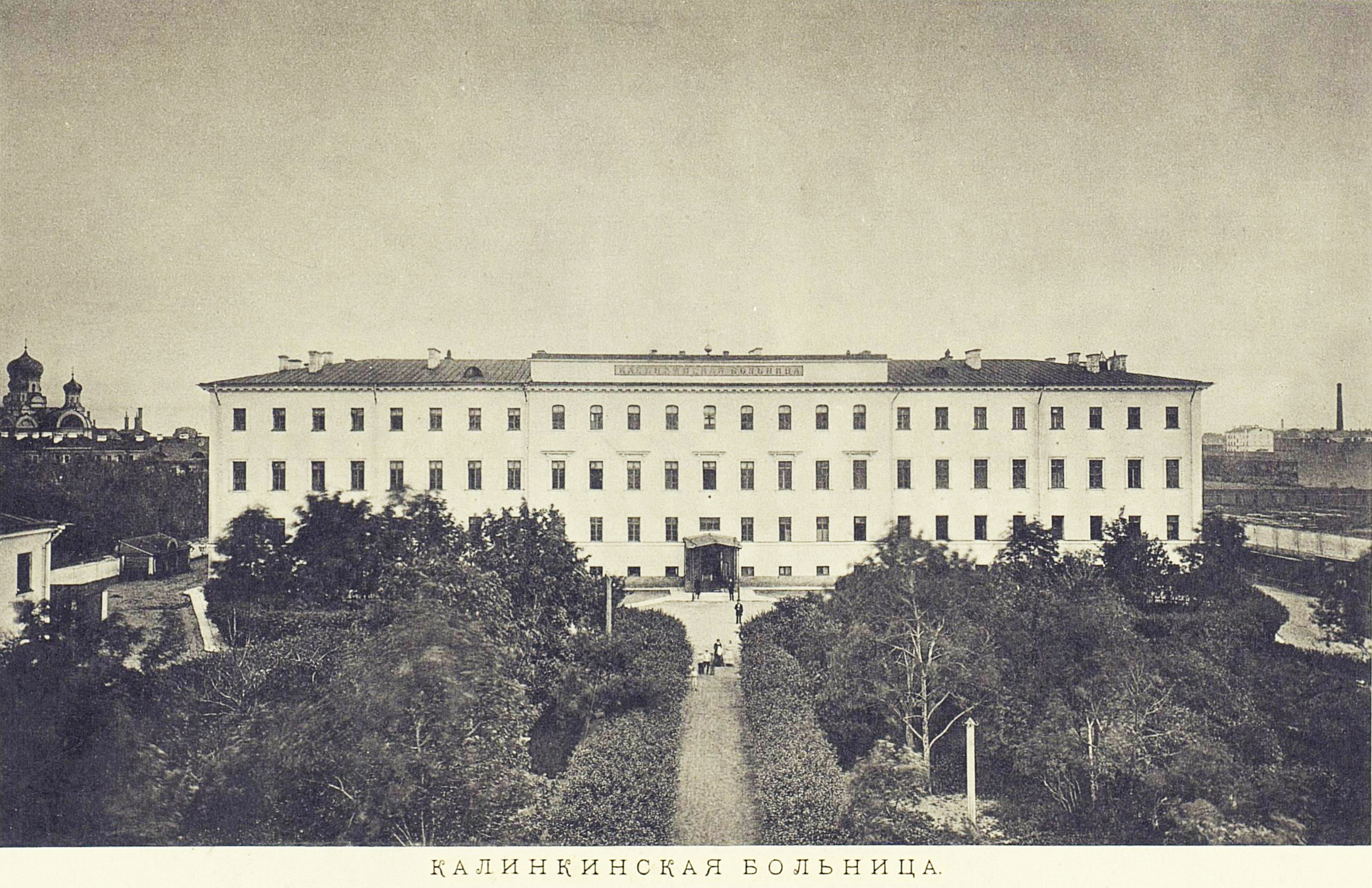
Больница в XIX веке

Кали́нкинская больница в Санкт-Петербурге (известна также под именем Секретная больница) — первая венерологическая клиника в России.

## Предыстория

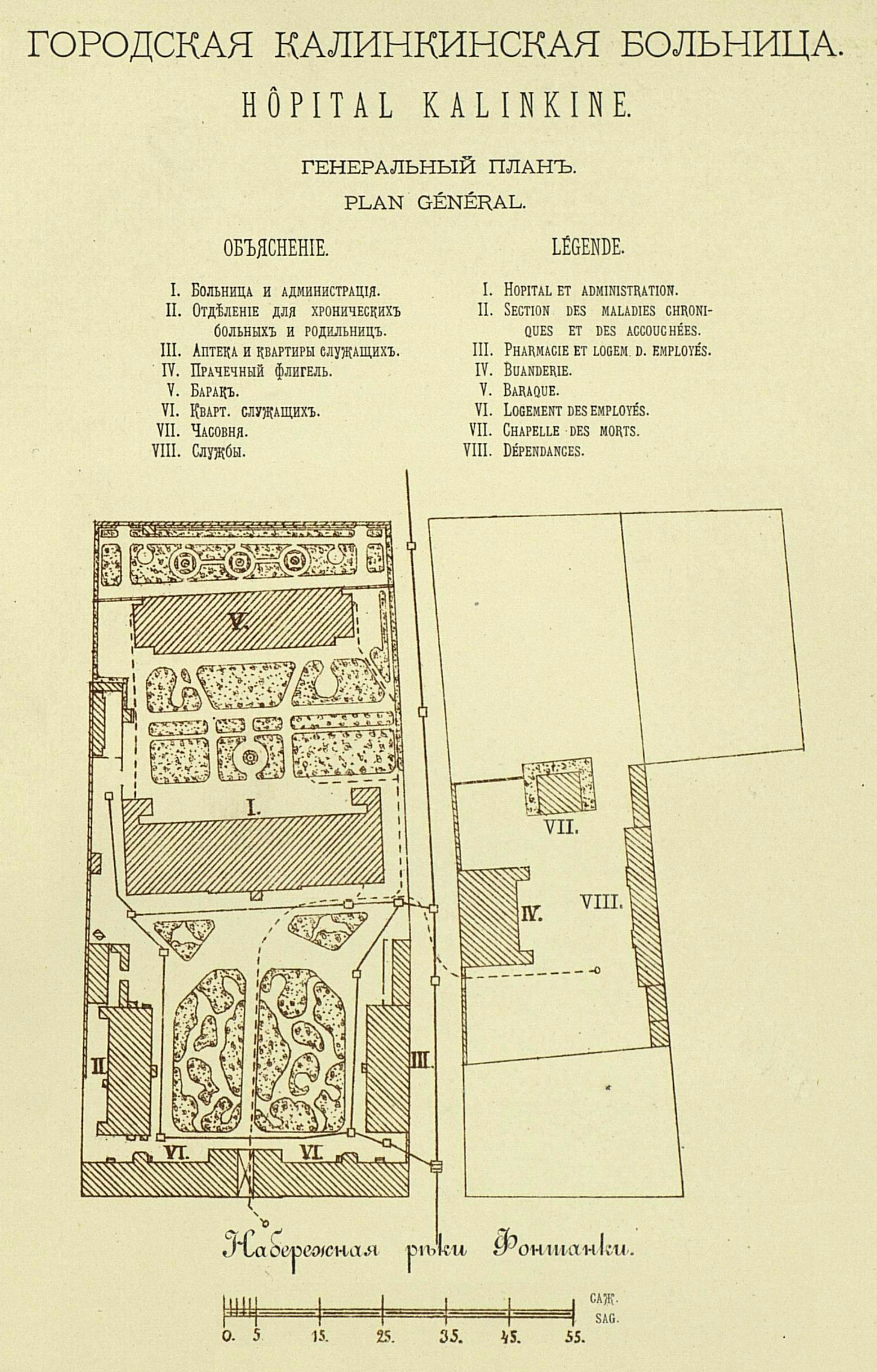
Общий план больницы, XIX век

### Калинкин работный дом
Работный дом на берегу Фонтанки (дом 166) был выстроен архитектором Николаем Гербелем в 1720 году. Здесь расположилась Петербургская шпалерная мануфактура. Длинный каменный двухэтажный корпус с пониженным первым этажом первоначально имел традиционные лопатки и филёнки. С запада в 1721 году была пристроена церковь с куполом, шпилем и звонницей. Голландские мастера должны были здесь учить женщин лёгкого поведения «делать добрую и легкую ткань на голландский манер». В 1724 году на фабрике работало 139 человек.

### Полковой двор
После неудачной попытки передать убыточную фабрику в частные руки, в 1727 году она была закрыта, а её здание в 1734 году передано лейб-гвардии Измайловскому полку для размещения в нём канцелярии и архива. Полк простоял здесь до 1743 года. Однако в 1745 году по указу императрицы Елизаветы Петровны фабрика была возобновлена.

## История

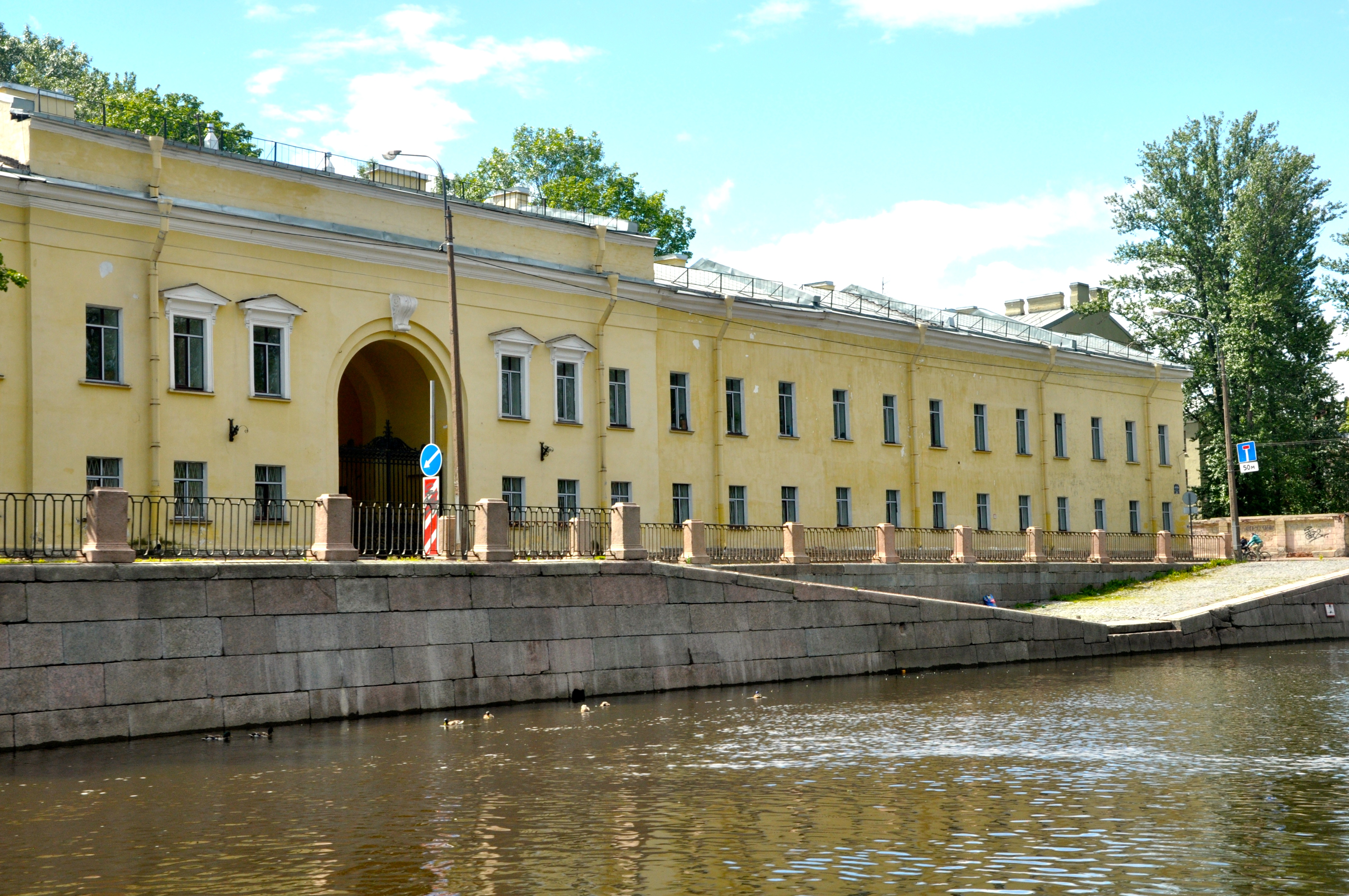
Современный вид со стороны Фонтанки

Располагалась Калинкинская больница у впадения Фонтанки в Финский залив. Название Калинкинская пошло от финской деревни Кальюла или на русский лад — Каллина. Калинкинская больница была учреждена в середине XVIII века, в царствование Елизаветы Петровны, на основе одного из так называемых «прядильных домов (дворов)» — существовавших со времен Петра I тюрем для женщин, уличенных в занятиях проституцией и в иных нарушениях законодательства.

### Городская больница
Первое упоминание «Калинкинского дома» в Полном собрании законов Российской империи содержится в указе Елизаветы Петровны от 1 (12) августа 1750 года «О поимке и приводе в главную полицию непотребных жен и девок».
В 1783 году по докладу Кельхена при Калинкинской больнице было открыто «Императорское калинкинское медико-хирургическое училище или Институт», по замечанию Г. М. Герценштейна: «совершенно извращавшего характер всего развития медицинского образования»; в 1802 году он был присоединён к Медико-хирургической академии.
В 1831—1833 годах в глубине участка архитектор Л. И. Шарлемань возвёл новое трёхэтажное здание на 300 коек.
В 1887—1888 годах было построено выходящее на Либавский переулок здание амбулатории (архитектор А. Ф. Красовский). Позже левый корпус перестраивался Ф. Ф. Лумбергом, занимавшим с 1891 года должность архитектора при Калинкинской больнице: в 1900—1901 годы — был построен павильон детского отделения, а в 1909—1912 — прачечный корпус.
Калинкинская больница была великолепной клинической базой для изучения студентами венерических и кожных заболеваний. В XIX—XX веках в больнице здесь работали многие выдающиеся учёный-венерологи России, в числе которых были: В. М. Тарновский (имя которого было присвоено больнице в 1919 г.), Э. Ф. Шперк (который в течение 20 лет, с 1870 по 1890 гг., состоял в должности старшего врача), З. Я. Ельцина, С. Я. Кульнев, О. В. Петерсен, О. Н. Подвысоцкая и др.
В конце XIX века больница специализировалась на лечении женщин, имела 11 женских отделений на 507 коек. Ещё по указу Екатерины Великой больница стала считаться «секретной», то есть больные для приёма на лечение не обязаны были предъявлять документы, могли значиться под номерами и носить маски. До открытия в 1900 году городской мужской венерической Алафузовской больницы в Калинкинской существовал барак на 50 коек для мужчин, больных сифилисом. При больнице было также амбулаторное отделение с отдельными входами для мужчин и женщин. В 1901 году был открыт детский барак, а в 1903 году организована «квартира трудовой помощи для вышедших из больницы».
В советские годы в бывшем здании больницы находился НИИ антибиотиков и ферментов.
В настоящее время там расположен бизнес-центр «Калинкинъ».